# Willemsstraatbrug
De Willemsstraatbrug is een betonnen plaatbrug over de Zenne in de gemeente Vilvoorde. De brug werd gebouwd in 1948 en bestaat uit twee even grote overspanningen van 13,65 m, ondersteund door een betonnen pijler in de Zenne. De brug heeft een totale lengte van 27,3 m en een breedte van 14,44 m.